# Yvonne Fovargue
Yvonne Helen Fovargue (née le 29 novembre 1956) est une femme politique du Parti travailliste britannique, députée de Makerfield de 2010 à 2024, succédant à Ian McCartney, qui a démissionné pour cause de maladie.

## Jeunesse et carrière
Elle fréquente le Sale Grammar School et obtient un baccalauréat ès arts en anglais de l'Université de Leeds. Dans les années 1980, elle occupe le poste d'agente pour le logement dans le domaine Moss Side, avant de devenir directrice générale du Bureau de consultation des citoyens de St Helens, un poste qu'elle occupe pendant plus de 20 ans.
Elle est également conseillère municipale de 2004 à son élection comme députée en 2010.

## Carrière parlementaire
Elle est élue avec une majorité de 12 490 voix à l'élection générale de 2010. Elle est nommée whip de l'opposition en 2011 et occupe les postes de ministre des Transports fantôme et de ministre de la Défense fantôme.
Elle est ensuite nommée ministre de l'Éducation fantôme chargée de la formation et des compétences en octobre 2014, à la suite de la démission de Rushanara Ali.
Yvonne Fovargue est membre du syndicat Unite et du Parti coopératif.
Elle est mariée et mère d'une fille adulte. Elle est également membre de Mensa et une grande lectrice de romans policiers.